# Megalurulus
Megalurulus är ett fågelsläkte i familjen gräsfåglar inom ordningen tättingar. Släktet omfattar fem arter som förekommer på öar i sydvästra Stilla havet:
- Nyakaledoniengräsfågel (M. mariei)
- Whitemangräsfågel (M. grosvenori)
- Melanesisk gräsfågel (M. whitneyi)
  - "Guadalcanalgräsfågel" (M. [w.] turipavae) – urskiljs som egen art av Birdlife International
- Bougainvillegräsfågel (M. llaneae)
- Newbritaingräsfågel (M. rubiginosus)

Även fijigräsfågel (Trichocichla rufa) inkluderas ofta i släktet. DNA-studier från 2018 visar att arterna inte är varandras närmaste släktingar utan bildar en klad tillsammans med lärksångarna i Cincloramphus, fijigräsfågeln, timorgräsfågeln, rostgräsfågeln och papuagräsfågeln. Författarna till studien rekommenderar att alla dessa placeras i Cincloramphus som har prioritet.